# 五陵原
五陵原是中華人民共和國陝西省的一個地名，以西汉王朝在咸阳原设立的五个陵邑而得名。又因帝王陵墓众多，气势宏伟、规模巨大，而被誉为中国的“金字塔群”。

## 地理
五陵原地处关中平原中部的咸阳北原上，南邻渭水、北接北山山系，东西长约40千米，南北宽约20千米，总面积800平方千米。

## 墓葬与文物
五陵原上的陵邑墓葬有：周武王的周陵；秦人墓葬；西汉的11代皇帝中除文帝霸陵和宣帝杜陵在渭河以南外，其余9个皇帝的陵墓都分布在渭水以北的咸阳原上，即：高祖长陵、惠帝安陵、景帝阳陵、武帝茂陵、昭帝平陵、元帝渭陵、成帝延陵、哀帝义陵和平帝康陵；唐代的顺陵、苏君墓和李昞墓。
从建国初期开始，先后发现秦都咸阳宫殿建筑遗址、望夷宫、兰池宫、六英宫和六国宫殿等一大批名胜古迹，以及汉代玉奔马、鎏金铜马、皇后玉玺和数以千计的陪葬兵马俑等珍贵文物。